# Blaise Cendrars
Blaise Cendrars, właśc. Frédéric-Louis Sauser (ur. 1 września 1887 w La Chaux-de-Fonds (Szwajcaria), zm. 21 stycznia 1961 w Paryżu) – francuski prozaik i poeta szwajcarskiego pochodzenia. Używał też pseudonimów: Freddy Sausey, Frédéric Sausey, Jack Lee, Diogène.

## Życiorys
W wieku 15 lat uciekł z domu i rozpoczął wędrówkę po świecie. Z rosyjskim kupcem Rogowinem podróżował po Rosji (Kaukaz, Syberia), Chinach, Indiach i Persji. Spotkanie z poetą Guillaume'em Apollinaire'em w Paryżu w 1910 stało się impulsem do podjęcia własnej twórczości. W 1912 ukazuje się Wielkanoc w Nowym Jorku, a w 1913 kolejny poemat – Proza kolei transsyberyjskiej.
Po wybuchu I wojny światowej zaciągnął się do Legii Cudzoziemskiej i w czasie walk w Szampanii (1915) stracił prawą rękę. W wieku 28 lat otrzymał obywatelstwo francuskie. Zajął się filmem, ale zniechęcony brakiem powodzenia podjął dalsze podróże. W okresie międzywojennym Cendrars sporo podróżował, m.in. do krajów Ameryki Południowej. Do Brazylii pojechał na zaproszenie Paulo Prado, przedsiębiorcy i mecenasa artystów. Poznał tam Oswalda de Andrade, Mario de Andrade, Manuela Bandeirę i Carlosa Drummonda de Andrade, a także malarzy: Cicero Diasa i Tarsilę do Amaral.
W latach 20. zerwał z poezją i publikował utwory prozatorskie, stanowiące mieszankę reportażu i powieści (Złoto, Rum). W 1940 zaczął pisać autobiograficzny cykl Kronik składający się z 4 tomów: Rażony gromem, Odcięta ręka, Od portu do portu i Gwiezdna Wieża Eiffla. Były one sukcesywnie wydawane już po II wojnie światowej.
W prozie Cendrarsa nie sposób odróżnić fikcji od rzeczywistości. Pisarz w kolejnych książkach sukcesywnie umacniał własną legendę pisarza-awanturnika.